# Józef Niewiadomski
Józef Stanisław Niewiadomski (ur. 2 stycznia 1933 w Łodzi, zm. 7 sierpnia 2019 tamże) – polski polityk i działacz komunistyczny, prezydent Łodzi w latach 1978–1985, minister budownictwa, gospodarki przestrzennej i komunalnej w latach 1985–1986.

## Życiorys
Syn Józefa i Janiny. Od 1945 należał do Związku Młodzieży Polskiej (był m.in. wiceprzewodniczącym Zarządu Dzielnicowego Łódź Śródmieście), a od 1951 do Polskiej Zjednoczonej Partii Robotniczej. W latach 1954–1955 pracował w szkolnictwie, był także związany z harcerstwem jako zastępca komendanta (1957–1963) i komendant (1968–1970) Chorągwi Łódzkiej Związku Harcerstwa Polskiego. W 1966 ukończył Wyższą Szkołę Nauk Społecznych przy KC PZPR w Warszawie. Pełnił obowiązki I sekretarza Komitetu Dzielnicowego PZPR Łódź Śródmieście (1974–1976), a od 1986 do 1989 był I sekretarzem Komitetu Łódzkiego PZPR. Jednocześnie w latach 1986–1990 zasiadał w Komitecie Centralnym PZPR. Od 12 listopada 1985 do 17 lipca 1986 był ministrem budownictwa, gospodarki przestrzennej i komunalnej w rządzie Zbigniewa Messnera. W latach 1986-1989 był członkiem Komisji ds. Wewnątrzpartyjnych oraz Działalności Partii w Organach Przedstawicielskich i Administracji Państwowej Komitetu Centralnego.
W latach 1977–1978 był wiceprezydentem, a w okresie 1978–1985 pełnił obowiązki prezydenta Łodzi i wojewody łódzkiego. W latach 1983–1988 Sekretarz Generalny Rady Obywatelskiej Budowy Pomnika Szpitala Centrum Zdrowia Matki Polki.
W 1990 przystąpił do Sojuszu Lewicy Demokratycznej. W latach 2002–2006 sprawował mandat radnego Łodzi. Od 24 lutego 2010 do listopada 2010 był ponownie radnym miejskim. W wyborach w 2010 ubiegał się o wybór do rady VI kadencji, a w wyborach w 2014 o mandat radnego sejmiku województwa łódzkiego (także bez powodzenia).
Zmarł 7 sierpnia 2019 w Łodzi. Pochowany w alei zasłużonych cmentarza Doły w Łodzi.

## Odznaczenia[10]
- Krzyż Komandorski Orderu Odrodzenia Polski
- Krzyż Kawalerski Orderu Odrodzenia Polski
- Złoty Krzyż Zasługi
- Srebrny Krzyż Zasługi
- Honorowa Odznaka miasta Łodzi